# میشل بیران
میشل بیران (به انگلیسی: Michal Biran) (به عبری : מיכל בירן ، متولد ۲۸ ژوئن ۱۹۷۸) سیاستمدار  اسرائیلی است. وی که از اعضای حزب کارگر بود ، سیزدهم  فرد در لیست اعضای این حزب برای انتخابات کنست ۲۰۱۳ قرار گرفت .
استاد علوم انسانی در دانشگاه عبری اورشلیم و عضو آکادمی علوم و علوم انسانی اسرائیل است. او در سال ۲۰۱۸ مدیر مرکز فرایبرگ برای مطالعات شرق آسیا در دانشگاه عبری اورشلیم است. او در آنجا مدیریت پروژه ERC-funded معروف به «پویایی، امپراتوری و ارتباط‌های بین فرهنگی در  امپراتوری مغول» را به عهده دارد. او مورخ آسیای کوچک است که در این زمینه (آسیای مرکزی مغول و پیشامغول در قرن ۱۰ تا ۱۴ میلادی و امپراتوری مغول و قراخیتائی و کیتان‌ها) کتاب‌های بسیاری چاپ کرده‌است.
او استاد تاریخ دانشکده اسلام‌شناسی و مطالعات خاورمیانه در دانشکده مطالعات آسیا دانشگاه عبری اورشلیم است. او در سال ۲۰۰۰ میلادی مدرک دکترایش را از دانشگاه عبری اورشلیم دریافت کرد. او مورخ آسیای مرکزی و عضو آکادمی علوم و انسان‌شناسی (علوم انسانی) اسرائیل است. او هم‌اکنون مدیر مرکز مطالعات آسیای شرقی لوئیس فرینبرگ در دانشگاه عبری اورشلیم است. هم‌زمان او پروژه ERC (پویایی، امپراتوری و ارتباطات فرهنگی متقابل در امپراتوری اوراسیایی مغول) را هدایت می‌کند.

## آثار
او به‌طور وسیع در زمینه مغول و آسیای مرکزی پیشامغولی، امپراتوری مغول، قبیله‌گرایی و ارتباطات فرهنگی متقابل بین چین و جهان اسلام کتاب نوشته‌است.
- Qaidu and the Rise of the Independent Mongol State in Central Asia (Curzon, 1997)
- Chinggis Khan (Oxford: OneWorld Publications, 2007)
- The Empire of the Qara Khitai in Eurasian History: Between China and the Islamic World (Cambridge University Press, 2005, 2008)

او به همراهی Reuven Amitai دو کتاب زیر را نوشته‌است:
- Mongols, Turks and Others: Eurasian Nomads and the Sedentary World (Leiden: Brill, 2005)
- Eurasian Nomads As Agents of Cultural Change (Honolulu: Hawaii University Press, 2015)

او به همراه Hodong Kim هم‌اکنون مشغول ویراستاری تاریخ امپراتوری مغول در ۲ جلد و بر روی کتابی در زمینه تاریخ فرهنگی ایلخانیان بغداد ویرایش می‌کند. او هم‌اکنون به همراهی دیگران مشغول ویراستاری بر روی کتاب Spatial Dimensions of Eurasian Empires است که به زودی قرار است توسط انتشارات کمبریج چاپ شود.
- Michal Biran, “Qarakhanid Studies: A View from the Qara Khitai Edge,” Cahiers d’Asie Centrale 9, 2001,7 pp. 77–89.
- Michal Biran, “Ilak-khanids,” in EIr. XII, 2004, pp. 621–28; online ed. , http://www.iranicaonline.org/articles/ilak-khanids.